# Federico Dimarco
Federico Dimarco (10. listopad 1997 Milán, Itálie) je italský fotbalový obránce i záložník, který hraje na levé straně hřiště za italský Inter a za italskou reprezentaci.

## Přestupy
- z Inter do Sion za 3 910 000 Euro
- z Sion do Inter za 5 000 000 Euro

## Kariéra

### Klubová
Dimarco, jenž je odchovancem akademie Interu Milán, debutoval v A-týmu 11. prosince 2014 ve věku 17 let, kdy nastoupil jako náhradník za Danila D'Ambrosia v zápase Evropské ligy proti Karabachu. Dimarco debutoval v Serii A 31. května 2015 v posledním zápase sezony, v němž Inter zvítězil 4:3 nad Empoli.
V lednu 2016 odešel na půlroční hostování do druholigového klubu Ascoli Calcio 1898 FC. Sezónu 2016/17 pak Dimarco strávil na hostování v prvoligovém Empoli.
Dne 30. června 2017 Dimarco přestoupil do švýcarského Sionu za 4 miliony euro.
V létě 2018 aktivoval Inter klausuli o zpětném příchodu Dimarca za částku okolo 7 milionů euro. Následně Dimarco odešel na roční hostování s opcí do Parmy.
Dne 31. ledna 2020 opět Dimarco Inter opustil, tentokráte v rámci půlročního hostování s opcí do Hellasu Verona. V září 2020 bylo hostování prodlouženo do léta 2021.
V prosinci 2021 prodloužil Dimarco svou smlouvu s Interem do roku 2026.

## Statistika

### Klubová
| Sezóna           | Klub             | Liga             | Liga   | Liga | Ligové poháry | Ligové poháry | Ligové poháry | Kontinentální poháry | Kontinentální poháry | Kontinentální poháry | Celkem | Celkem |
| Sezóna           | Klub             | Soutěž           | Zápasy | Góly | Soutěž        | Zápasy        | Góly          | Soutěž               | Zápasy               | Góly                 | Zápasy | Góly   |
| ---------------- | ---------------- | ---------------- | ------ | ---- | ------------- | ------------- | ------------- | -------------------- | -------------------- | -------------------- | ------ | ------ |
| 2014/15          | Inter            | Serie A          | 1      | 0    | IP            | 0             | 0             | LM                   | 1                    | 0                    | 2      | 0      |
| 2015/16          | Inter            | Serie A          | 0      | 0    | IP            | 0             | 0             | -                    | 0                    | 0                    | 0      | 0      |
| 2016             | Ascoli           | Serie B          | 15     | 0    | IP            | 0             | 0             | -                    | 0                    | 0                    | 15     | 0      |
| 2016/17          | Empoli           | Serie A          | 12     | 0    | IP            | 1             | 0             | -                    | 0                    | 0                    | 13     | 0      |
| 2017/18          | Sion             | Super League     | 9      | 0    | ŠP            | 0             | 0             | EL                   | 0                    | 0                    | 9      | 0      |
| 2018/19          | Parma            | Serie A          | 13     | 1    | IP            | 1             | 0             | -                    | 0                    | 0                    | 14     | 1      |
| 2019/20          | Inter            | Serie A          | 3      | 0    | IP            | 1             | 0             | LM                   | 0                    | 0                    | 4      | 0      |
| 2020             | Verona           | Serie A          | 13     | 0    | IP            | 0             | 0             | -                    | 0                    | 0                    | 13     | 0      |
| 2020/21          | Verona           | Serie A          | 35     | 5    | IP            | 2             | 0             | -                    | 0                    | 0                    | 37     | 5      |
| Celkem za Veronu | Celkem za Veronu | Celkem za Veronu | 48     | 5    | -             | 2             | 0             | -                    | 0                    | 0                    | 50     | 5      |
| 2021/22          | Inter            | Serie A          | 32     | 2    | IP+IS         | 2+1           | 0             | LM                   | 7                    | 0                    | 42     | 2      |
| 2022/23          | Inter            | Serie A          | 33     | 4    | IP+IS         | 5+1           | 1+1           | LM                   | 11                   | 0                    | 50     | 6      |
| 2023/24          | Inter            | Serie A          | 30     | 5    | IP+IS         | 1+2           | 0+0           | LM                   | 7                    | 1                    | 40     | 6      |
| 2024/25          | Inter            | Serie A          | 33     | 4    | IP+IS         | 2+2           | 0             | LM                   | 10                   | 0                    | 47     | 4      |
| Celkem za Inter  | Celkem za Inter  | Celkem za Inter  | 132    | 15   | -             | 17            | 2             | -                    | 36                   | 1                    | 185    | 18     |
| Celkově          | Celkově          | Celkově          | 229    | 21   | -             | 21            | 2             | -                    | 36                   | 1                    | 286    | 24     |

### Reprezentační

#### Statistika na velkých turnajích
| Reprezentace | Rok     | Zápasy             | Zápasy | Zápasy     | Zápasy           | Zápasy           | Zápasy   |
| Reprezentace | Rok     | Fáze turnaje       | Datum  | Soupeř     | Odehraných minut | Vstřelené branky | Výsledek |
| ------------ | ------- | ------------------ | ------ | ---------- | ---------------- | ---------------- | -------- |
| Itálie       | ME 2024 | 1 zápas ve skupině | 15. 6. | Albánie    | 83               | 0                | 2:1      |
| Itálie       | ME 2024 | 2 zápas ve skupině | 20. 6. | Španělsko  | 90               | 0                | 0:1      |
| Itálie       | ME 2024 | 3 zápas ve skupině | 24. 6. | Chorvatsko | 57               | 0                | 1:1      |

#### Reprezentační branky
| Gól | Datum       | Stadion                                | Soupeř     | Skóre | Výsledek | Soutěž                                       |
| --- | ----------- | -------------------------------------- | ---------- | ----- | -------- | -------------------------------------------- |
| 010 | 26. 9. 2022 | Puskás Aréna, Budapešť, Maďarsko       | Maďarsko   | 0:2   | 0:2      | Liga národů UEFA 2022/2023 – Liga A          |
| 02  | 18. 6. 2023 | De Grolsch Veste, Enschede, Nizozemsko | Nizozemsko | 0:1   | 2:3      | Liga národů UEFA 2022/2023 – finálový turnaj |
| 03  | 6. 9. 2024  | Parc des Princes, Paříž, Francie       | Francie    | 1:1   | 1:3      | Liga národů UEFA 2024/2025 – Liga A          |

## Úspěchy

### Klubové

#### Národní
- vítěz italské ligy (1x)

Inter: 2023/24
- vítěz italského poháru (2x)

Inter: 2021/22, 2022/23
- vítěz italského superpoháru (3x)

Inter: 2021, 2022, 2023

### Reprezentační
- 1× na ME (2024)
- 2× na LN (2020/21 – bronz, 2022/23 – bronz)

### Individuální
- Jedenáctka sezóny Serie A: 2024
- Jedenáctka sezóny LM: 2022/23